# Гибель школьников на Луковом озере
Гибель школьников на Луковом озере — чрезвычайное происшествие, случившееся на Луковом озере (Ногинский район, Московская область) 10 июня 1960 года, в результате которого погибли 26 школьников и 2 взрослых.

## История
Катастрофа произошла в пионерском лагере «Луково Озеро» завода «Электросталь» (позднее — «Орлёнок», принадлежащий металлургическому заводу «Электросталь», Московская область).
Пионерлагерь имел для прогулок по озеру 2 самодельных катамарана, один из которых был самоходным — имел мотор. Во время перевозки детей в результате перегруза катамаран перевернулся. Часть тонувших детей были спасены работниками лагеря и пионерами старших отрядов. Погибли 26 школьников в возрасте 9—10 лет, моторист и воспитательница.

## Реакция властей
Начальник пионерлагеря И. С. Зубов (во время трагедии находившийся вне лагеря) был осуждён на 3 года. Самодельные плавсредства пионерлагеря были заменены катером «Орлёнок».
13 июня 1960 года в центральной газете «Известия» была помещена статья «Трагедия на Луковом озере». Данная статья широко обсуждалась на уровне местных властей (сельских и городских исполкомов) и руководства детских учреждений. По итогам обсуждения проводились проверки состояния детского отдыха в стране, проводились мероприятия по недопущению данной ситуации в дальнейшем, на уровне городских исполкомов издавались постановления, урегулировавшие порядок детского отдыха на воде.